# Soldier Hollow
Soldier Hollow és una estació d'esquí situada al Parc Estatal de Wasatch Mountain (Utah, Estats Units) destinada a la pràctica de l'esquí de fons. Durant la realització dels Jocs Olímpics d'Hivern de 2002 a Salt Lake City fou la seu de les proves d'esquí de fons i biatló, així com de les proves d'esquí de fons de la combinada nòrdica.